# Astronomische Geodäsie
Als astronomische Geodäsie wird jener Teil der höheren Geodäsie bezeichnet, der die Vermessung der Erdfigur mit Hilfe astronomischer Objekte zum Thema hat und daraus geodätische Bezugsysteme, Koordinaten und Details des Schwerefeldes ableitet.
Dabei werden vor allem die Methoden der geodätischen Astronomie sowie einige der Satellitengeodäsie und kosmischen Geodäsie verwendet und mit mathematisch-physikalischen Erdmodellen in möglichst gute Übereinstimmung gebracht.
Konkrete Aufgabenstellungen sind die Lagerung und Orientierung geodätischer Dreiecksnetze mit Hilfe der astronomischen Ortsbestimmung (Messung von Lotrichtung und Azimuten) sowie die astronomisch-geodätische Netzausgleichung. Letztere ist die exakte Berechnung eines größeren Vermessungsnetzes unter Berücksichtigung der Lotabweichung auf seinen Messpunkten, und die Einführung großräumiger Kontrollen in die Landesvermessung (siehe Laplace-Azimut und Stellartriangulation).
Werden in einem astro-geodätischen Netz die regionalen Parameter des Erdellipsoides mitbestimmt, so lässt sich ein bestanschließendes Ellipsoid (Referenzellipsoid) einer ganzen Region oder eines Kontinents ableiten. Ein solches Ellipsoid passt sich dem Arbeitsgebiet ideal an, während ein mittleres Erdellipsoid die bestmögliche Anpassung an die gesamte mathematische Erdfigur – das Geoid – darstellt.
Weitere wichtige Aufgaben der astronomischen Geodäsie sind
- die Überwachung der Erdrotation und ihrer (geringen) Veränderungen
- die Erstellung von mathematischen Erdmodellen, die sich als Bezugsystem für globale Koordinaten bzw. für eine Landesvermessung eignen,
- und darauf aufbauend des geodätischen Datums eines Landes-Vermessungsnetzes – nach der Methodik der translativen oder der projektiven Lotabweichungsausgleichung (Begriffe nach K.Ledersteger). Dabei werden die Parameter des Netzes und des Ellipsoids so bestimmt, dass die Quadratsumme der Lotabweichungen in den astronomischen Messpunkten zu einem Minimum wird.
- Die astronomisch-geodätische Geoidbestimmung – das Astrogeoid – mittels des astronomischen Nivellements (Messung von Lotabweichungs-Profilen)
- und (als Übergang zur physikalischen Geodäsie) die Modellierung von Schichten der Erdkruste, um die astro-geodätischen Messungen widerspruchsfrei darstellen zu können.
- Mögliche Erweiterung der astronomisch-geodätischen Geoidbestimmung mit Hilfe des astronomisch-gravimetrischen Nivellements (Bestimmung von Geoidhöhen bzw. Quasigeoidhöhen durch Kombination von astrogeodätischen und Schweremessungen).
- Geodätische Aspekte der Himmelsmechanik
- Ermittlung der Reduktion der Refraktion für die erdgebundene beobachtende Astronomie[1]

Der Begriff astronomische Geodäsie ist – zusammen mit physikalische Geodäsie – auch namensgebend für zahlreiche Hochschulinstitute in Mitteleuropa. Die Namenskombination dieser zwei Fachgebiete versteht sich als Gegenstück zur angewandten Geodäsie bzw. zu den technischen Aufgaben der Vermessungskunde oder der Kataster-Praxis.